# Traian Ionescu
Traian Ionescu (Văleni, 17 luglio 1923 – Bucarest, 4 ottobre 2006) è stato un allenatore di calcio e calciatore rumeno, di ruolo portiere.

## Palmarès

### Giocatore

#### Club
- Coppa di Romania: 2

CCA Bucarest: 1948-1949, 1950
- Campionato rumeno: 1

CCA Bucarest: 1951

### Allenatore

#### Club
- Campionato rumeno: 4

Dinamo Bucarest: 1961-1962, 1962-1963, 1963-1964, 1970-1971
- Coppa di Romania: 1

Dinamo Bucarest: 1963-1964
- Campionato turco: 1

Fenerbahçe: 1969-1970